# О’Горман, Хуан
Хуан О’Горман (исп. Juan O'Gorman; 6 июля 1905, Койоакан — 17 января 1982, Мехико) — мексиканский живописец и архитектор, представитель мексиканского мурализма.

## Биография
Родился в районе Санта-Катарина в Койоакане, в то время южном пригороде города Мехико в семье ирландского художника (горного инженера и художника-самоучки Сесила Кроуфорда О’Гормана) и мексиканской матери (Энкарнасьон О’Горман Морено). Брат писателя, историка и философа Эдмундо О’Гормана. 
В 1920-х годах обучался архитектуре в Национальной школе архитектуры в академии Сан-Карлос, которую закончил в 1926 году. Уже тогда в искусстве он выходил за рамки жёсткого академизма, взяв за основу Хосе Марию Веласко, Херардо Мурильо (доктор Атль), Фриду Кало и Диего Риверу. 
С конца 1920-х годов под влиянием Ле Корбюзье становится видным представителем функционализма в архитектуре города Мехико, спроектировав, среди прочего, 20 зданий школ нескольких типов в 1932—1935 годах. Участвовал в реконструкции здания Банка Мексики. В 1931 году расписывает библиотеку в Ацкапотцалько (район Мехико). С 1932 года становится профессором Национального политехнического института в Мехико. Все последующие десятилетия он преподавал там, продолжая карьеру инженера-архитектора.

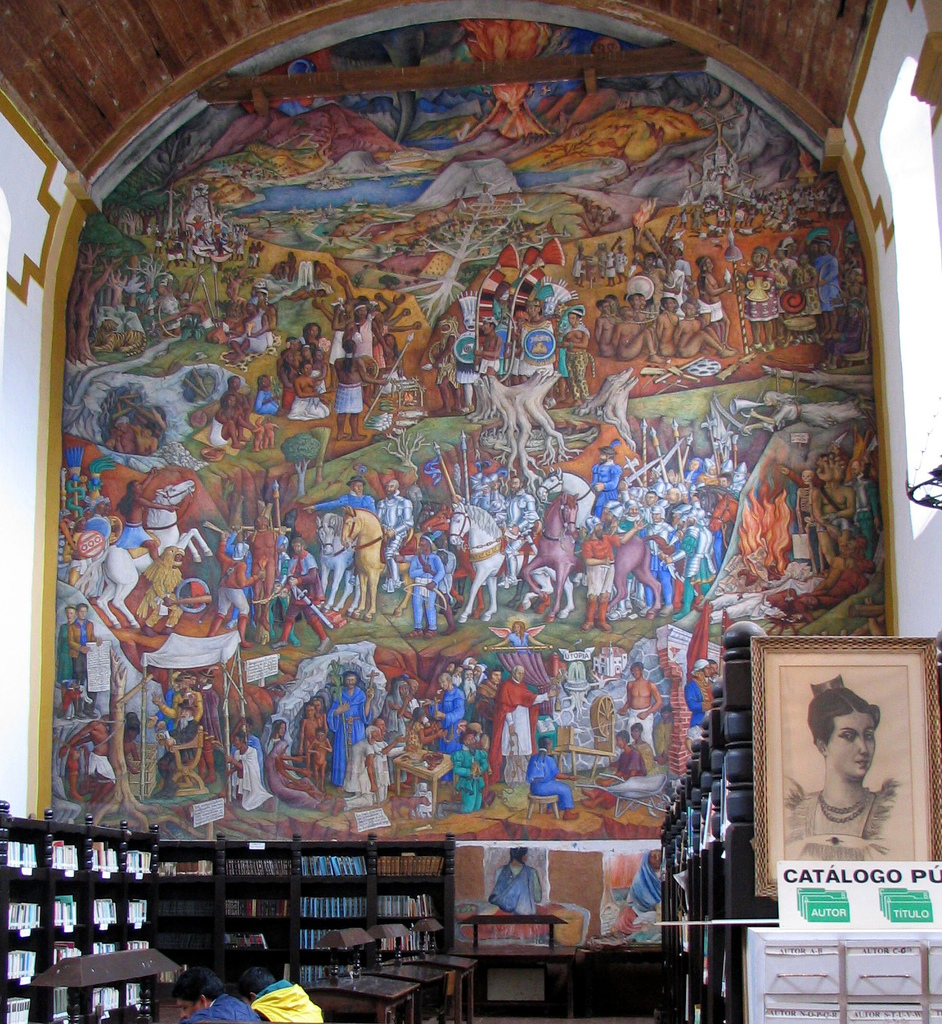
Фреска в библиотеке им. Гертруды Боканегра города Пацкуаро

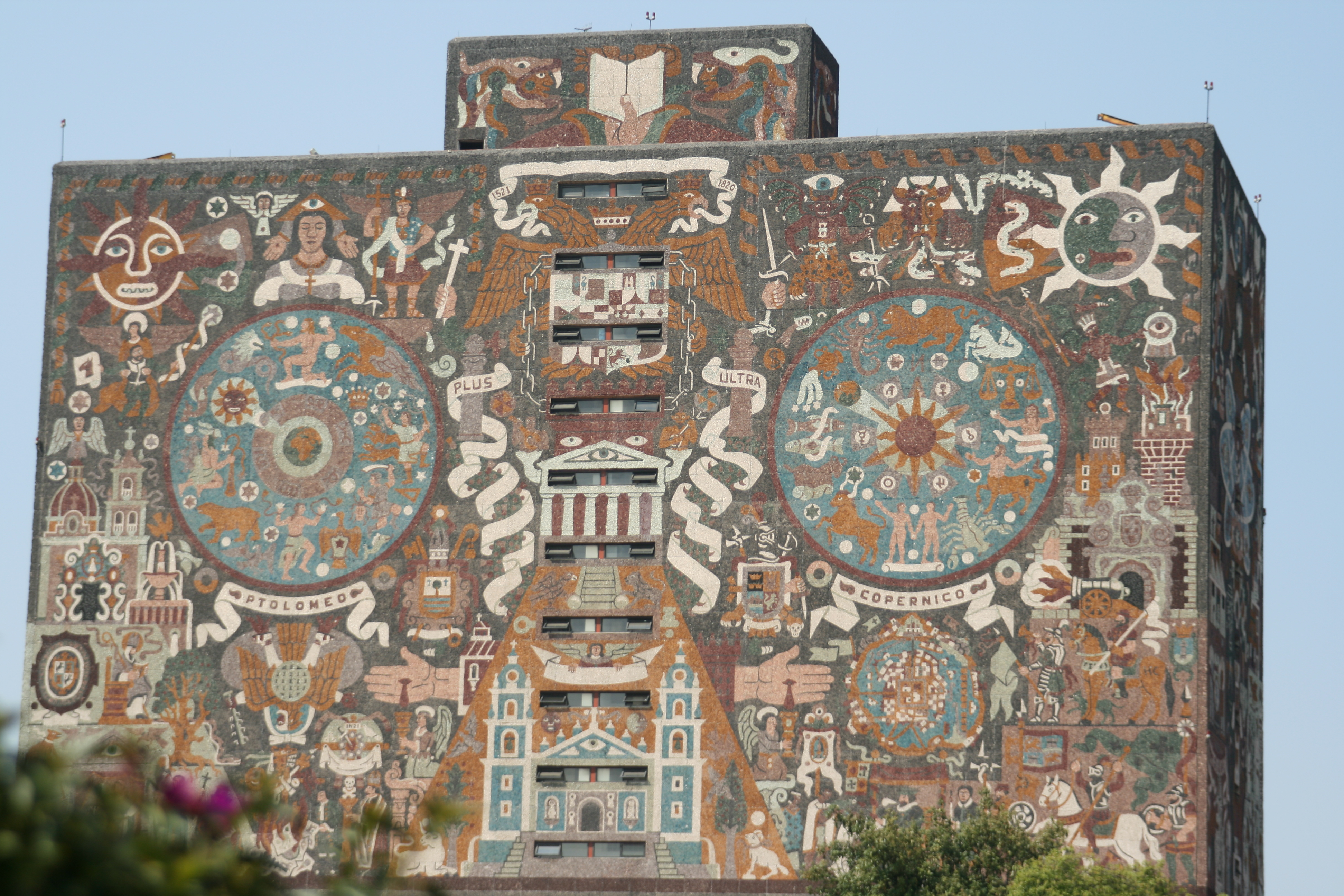
Фреска на центральной библиотеке Национального автономного университета Мексики

В 1931–1932 годах спроектировал и построил Дом-студию Диего Риверы и Фриды Кало. Под воздействием творчества того же Диего Риверы в конце 1930-х годах начал создавать монументальные живописные композиции. В 1936—38 годах работал над фресками в первом аэропорту Мехико (не сохранились). В 1940 году О’Горман начал работу над большой фреской в библиотеке имени Гертруды Боканегра в городе Пацкуаро, в которую включил сцены завоевания Мичоакана и борьбы за независимость от Испании. Подобным стилем О’Горман написал две фрески в замке Чапультепек.
В живописи и архитектуре широко использует мотивы древнемексиканского зодчества, стремится к синтезу искусств, что проявилось в самой крупной работе Хуана О’Гормана — фреске площадью 4 тыс. м² с историческими сценами на здании центральной библиотеки в университетском городке НАУМ, над которой художник работал с 1949 по 1953 год.
К середине 1950-х годов под влиянием работ Фрэнка Ллойда Райта встал на позиции, близкие к органической архитектуре, примером которой является дом художника в Мехико, построенный в 1956 г. Фасады сооружений О’Горман украшает ковром мозаики из камня и смальты, а также росписями.
В 1972 году получил Государственную премию науки и искусства (исп. Premio Nacional de Ciencias y Artes) в категории «изобразительное искусство».
17 января 1982 года в возрасте 76 лет совершил самоубийство.